# Bickleton
Bickleton és una concentració de població designada pel cens dels Estats Units a l'estat de Washington. Segons el cens del 2000 tenia 113 habitants.

## Demografia
Segons el cens del 2000, Bickleton tenia 113 habitants, 49 habitatges, i 31 famílies. La densitat de població era de 3,4 habitants per km².
Dels 49 habitatges en un 26,5% hi vivien nens de menys de 18 anys, en un 55,1% hi vivien parelles casades, en un 6,1% dones solteres, i en un 36,7% no eren unitats familiars. En el 28,6% dels habitatges hi vivien persones soles el 12,2% de les quals corresponia a persones de 65 anys o més que vivien soles. El nombre mitjà de persones vivint en cada habitatge era de 2,31 i el nombre mitjà de persones que vivien en cada família era de 2,87.
Per edats la població es repartia de la següent manera: un 25,7% tenia menys de 18 anys, un 3,5% entre 18 i 24, un 26,5% entre 25 i 44, un 29,2% de 45 a 60 i un 15% 65 anys o més.
L'edat mediana era de 42 anys. Per cada 100 dones de 18 o més anys hi havia 90,9 homes.
La renda mediana per habitatge era de 34.500 $ i la renda mediana per família de 48.125 $. Els homes tenien una renda mediana de 42.500 $ mentre que les dones 0 $. La renda per capita de la població era de 17.580 $. Aproximadament el 20% de les famílies i el 20,2% de la població estaven per davall del llindar de pobresa.

## Poblacions més properes
El següent diagrama mostra les poblacions més properes.